# Batman V. Superman XXX: An Axel Braun Parody
Batman V. Superman XXX: An Axel Braun Parody ist eine amerikanische Porno-Parodie auf den Film Batman v Superman: Dawn of Justice, der jedoch erst ein Jahr später heraus kam. Der Film erschien Juni 2015 auf DVD.

## Handlung
Superman ist mittlerweile ein gesuchter Flüchtling und sein Erzfeind Lex Luthor (Derrick Pierce) ist Präsident der Vereinigten Staaten, der sich einem Amtsenthebungsverfahren gegenübersieht. Um diesem auszuweichen, lockt er Superman aus seinem Versteck und Joker, Harley Quinn und Catwoman sind dabei behilflich. Im Gegenzug wollen sie die 1 Million Kopfgeld, welche auf Superman ausgesetzt ist, einstreichen. Batman wird in den Kampf einbezogen, nachdem der Joker Lois Lane (Celeste Star) als Köder benutzt.

## Auszeichnungen
- 2016 – XBIZ Award: Parody Release of the Year
- 2016 – XBIZ Award: Director of the Year – Parody (Axel Braun)
- 2016 – XBIZ Award: Best Supporting Actor (Brendon Miller)
- 2016 – AVN Award: Best Art Direction[3]
- 2016 – AVN Award: Best Screenplay – Parody[3]
- 2016 – AVN Award: Best Special Effects[3]
- 2016 – AVN Award: Best Supporting Actress (Kleio Valentien)[3]
- 2016 – XRCO Award: Best Parody (Comic)

## Sonstiges
- Der Film ist nach Barbarella: An Axel Braun Parody die zweite Veröffentlichung von Axel Braun unter dem Label Wicked Comix von Wicked Pictures.